# 鲍里斯·叶菲莫夫
鲍里斯·叶菲莫维奇·叶菲莫夫（俄语：Борис Ефимович Ефимов；1900年10月11日—2008年10月1日），是前苏联政治漫画家，諷刺畫家。前苏联最高苏维埃机关报《消息报》首席插画家。知名于对希特勒以及西方意识形态形象的讽刺。

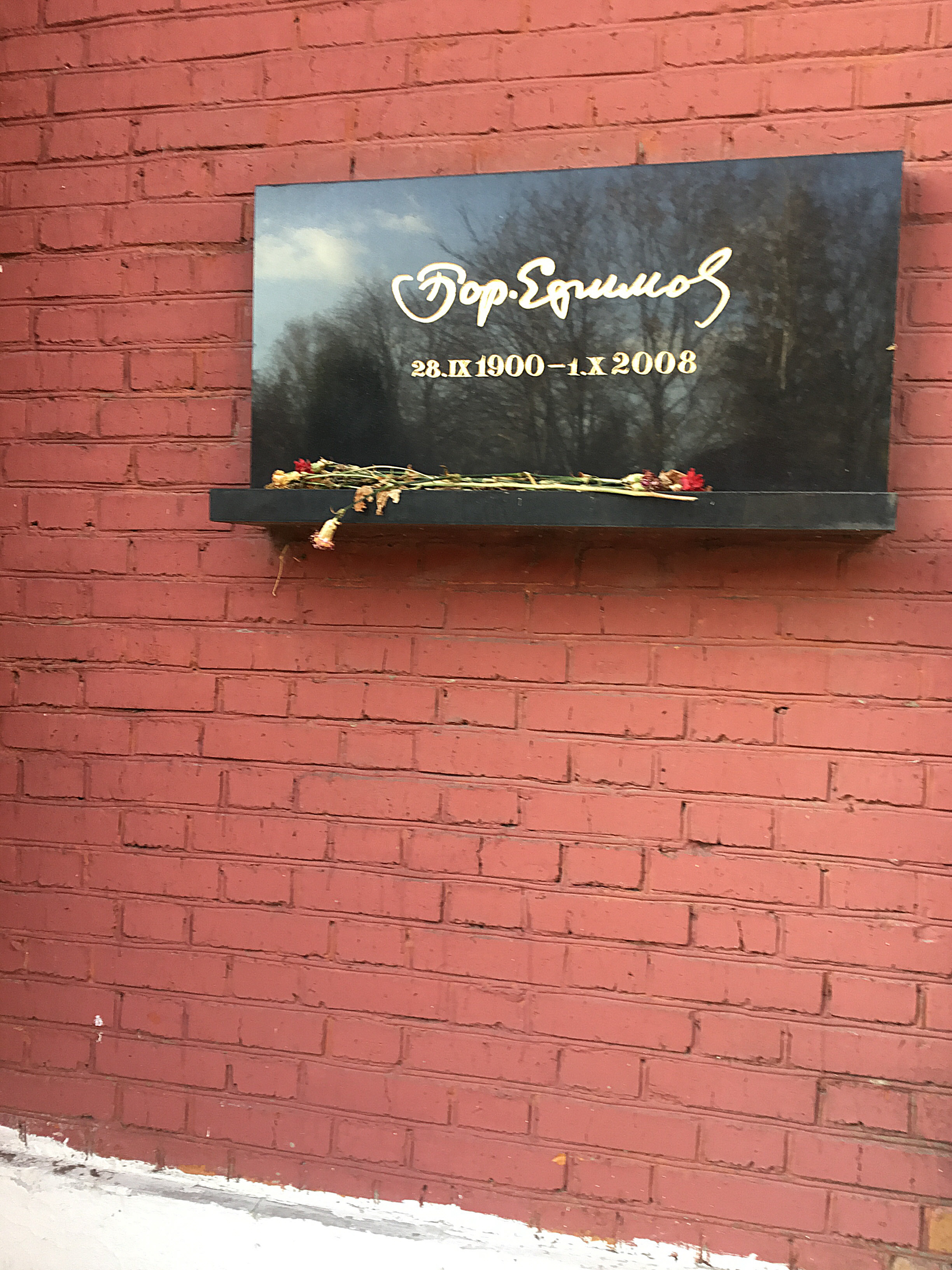
新圣女公墓

## 生平
1900年10月11日（儒略曆9月28日）生于基輔的犹太人家庭，原名鲍里斯·弗里德兰。小时候在比亚韦斯托克长大。十月革命后，基辅成立了苏维埃政权，他在军事委员会工作。1922年移居莫斯科，替中央各报《消息报》、《真理报》、《文学报》、《红星报》以及《鳄鱼》画报作稿。1924年，他出版了第一本书《政治漫画》。他的哥哥米哈伊尔·科利佐夫是新闻工作者，也在报社工作，大清洗期间被害。
叶菲莫夫一生为人民大众创作了大量讽刺苏联敌人的漫画。第二次世界大战期间，叶菲莫夫笔下的希特勒面容狰狞；冷战时期，他用丑陋的山姆大叔描绘美国的形象。
叶菲莫夫的漫画多次在中国展出，在《人民日报》等报纸转载，其本人也多次访华。
2007年9月28日，他成为《消息报》首席插画家。他每天仍在工作，主要撰写回忆录和画素描。2008年10月1日在莫斯科去世，享嵩壽107歲。安葬于新圣女公墓。

## 作品
预言式作品《蒋介石在他最后的岗位上》传达了“美帝国主义者”和他的“中国走狗”之间的关系。《从这个悬崖到那个悬崖》，《密切胶合着的英美利益》，《麦克阿瑟的日本警卫》等等，都给战争贩子们和他们相互之间的关系作了恰当的说明。
《美国的买卖式的婚姻》，利用了生活中的结婚仪式的形象，以美帝国主义的金元，把英国和法国强制地联合在一起。
《事实和谎言》，带氢弹的美国飞机日夜在英国上空飞行；但是一些右翼的英国报纸却在吵嚷着“苏联威胁英国”的鬼话。
《三毛和阿廖沙》由叶菲莫夫和中国漫画家张乐平合作，“三毛”和“阿廖沙”互相交换红领巾，表现了中苏两国少年儿童的深厚友谊。

## 荣誉
1932年获得俄罗斯苏维埃联邦社会主义共和国功勋艺术工作者荣誉称号，1950年和1951年获得斯大林奖二等奖，1967年获得苏联人民艺术家荣誉称号。1990年获得社会主义劳动英雄称号。